# Stomopogon argentina
Stomopogon argentina är en tvåvingeart som först beskrevs av John Otterbein Snyder 1957.  Stomopogon argentina ingår i släktet Stomopogon och familjen husflugor. Inga underarter finns listade i Catalogue of Life.